# Hanno Hasler
Hanno Hasler (* 19. August 1979) ist ein ehemaliger liechtensteinischer Fussballspieler.

## Karriere

### Verein
Seine Vereinslaufbahn ist bis auf Stationen beim Hauptstadtklub FC Vaduz und beim USV Eschen-Mauren sowie einer mindestens dreijährigen Station beim Schweizer Verein FC Altstetten Zürich unbekannt.

### Nationalmannschaft
Hasler gab sein Länderspieldebüt für die liechtensteinische Fussballnationalmannschaft am 28. Februar 2001 beim 0:2 gegen Lettland im Rahmen eines Freundschaftsspiels. Sein zweites Länderspiel absolvierte er am 2. Juni desselben Jahres gegen Israel.